# Рдесник туполистий
Рдесник туполистий (Potamogeton obtusifolius) — вид водних трав'янистих рослин родини рдесникові (Potamogetonaceae). Етимологія: лат. obtusifolius — «туполистий».

## Опис
Кореневища відсутні. Стебла лише злегка стислі, 35–90 см, 0.2–1 мм діаметром. Листки всі занурені, лінійні, спірально розташовані, напівпрозорі, від світло-зеленого до деякої міри червонуватого кольору, (1)2,5–3,5 мм завширшки, завдовжки, як правило, менше 10 см, тупі або заокруглі й загострені на верхівці, з 3–5-прожилками. Суцвіття (китиці) нерозгалужені, досить короткі і щільні, 4–9 мм довжиною, з 6–8 квітами. Квіти мають чотири пелюстки і чотири тичинки. Плоди від оливково-зеленого до коричневого кольору, зворотно-яйцюваті, 2,6–3,2 мм. Хромосом: 2n = 26.

## Поширення
Вид помірного клімату північної півкулі. Живе в більшості країн Європи на північ від середземноморського басейну й на схід через Казахстан і Киргизстан в М'янму, Китай (провінція Хейлунцзян) і Японію. Він також трапляється в північній частині Північної Америки, включаючи Канаду північні штати США й Аляску. Населяє озера, ставки, струмки, канали, а іноді й заводі річок. Цей вид був оцінений як уразливий в Німеччині й під загрозою у Швейцарії.

## Галерея

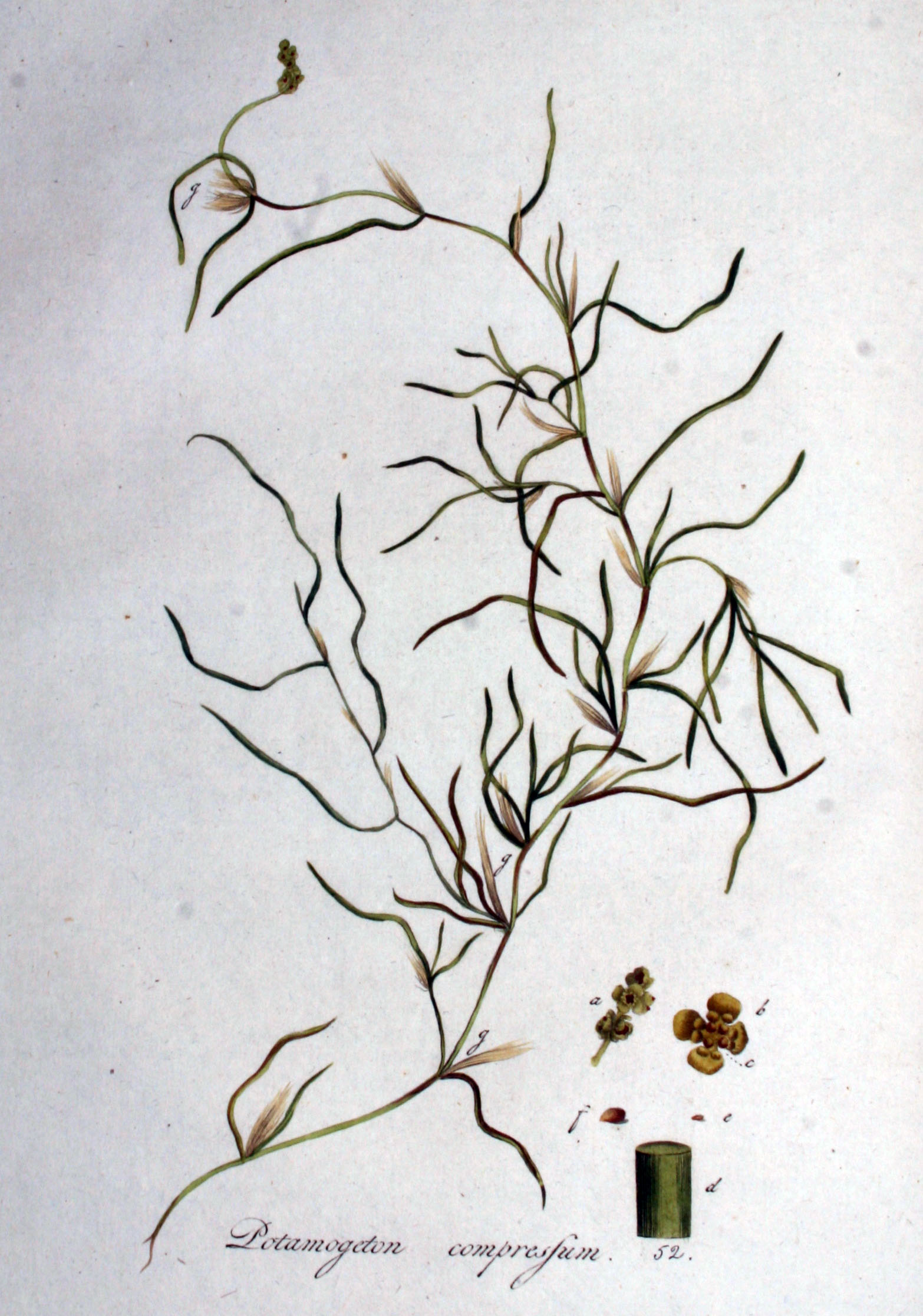
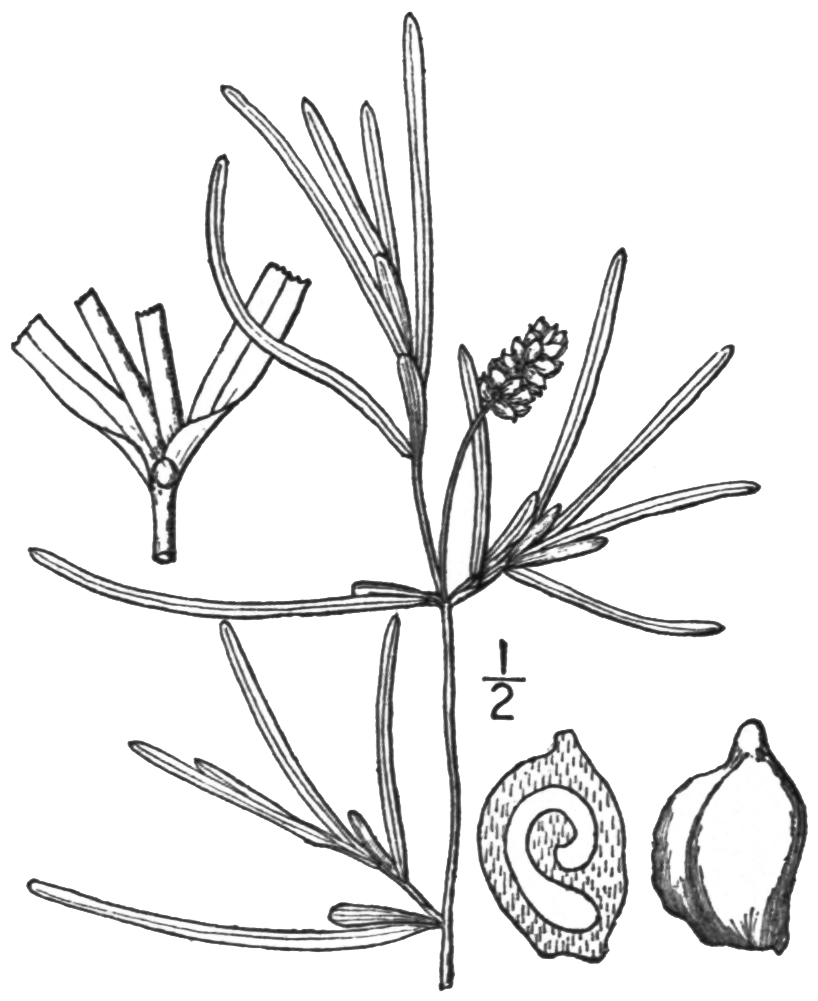